# Lebendgestein

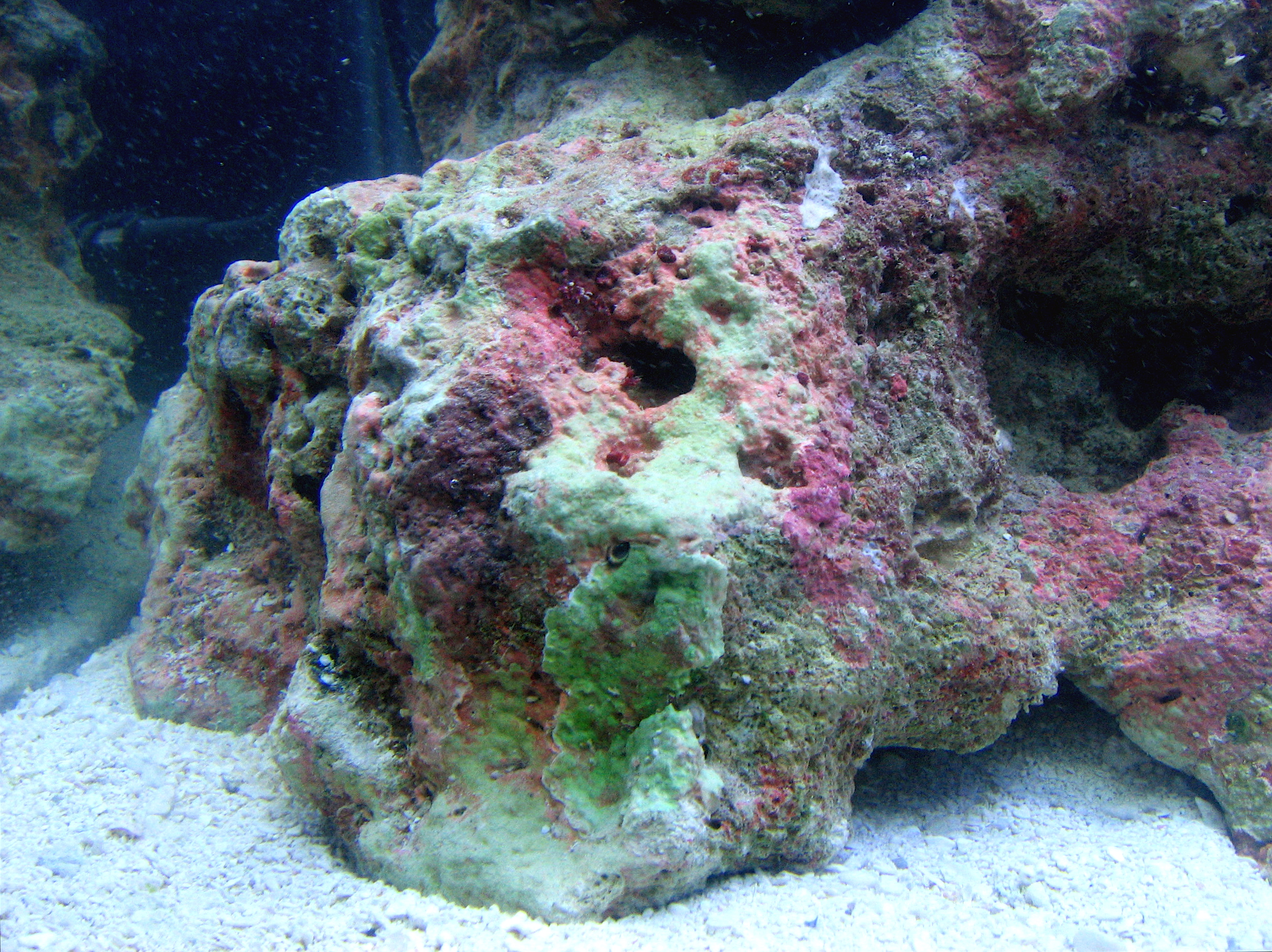
Lebendgestein im Aquarium

Lebendgestein ist ein Begriff aus der Aquaristik, mit dem vor allem in Bezug auf Meerwasseraquarien gearbeitet wird, die nach dem Berliner System betrieben werden.
Lebendgestein besteht aus Korallenskeletten, Muschelschalen und anderem, kalkhaltigen Material, welches von Organismen besiedelt ist. Es wird in der Regel der Riffgeröllzone in tropischen Meeren entnommen.
Der Transport an die Verkaufsorte erfolgt in der Regel per Flugzeug und muss schnell vonstattengehen, damit möglichst wenige Organismen auf und in den Steinen absterben. Während des Transportes muss es darum auch stets nass oder zumindest feucht gehalten werden.

## Verwendung und Wirkungen
Hochwertiges Lebendgestein ist zum einen an seiner porösen Beschaffenheit zu erkennen, zum anderen zeichnet es sich durch den Bewuchs von Kalkrotalgen und weiteren Arten von Algen und Blumentieren aus. Durch die löchrige Struktur mit hoher Oberfläche und die chemische Zusammensetzung trägt Lebendgestein erheblich zu guten Wasserwerten bei.
Nach dem Berliner System werden üblicherweise 5 bis 15 Prozent des Aquarienvolumens mit Lebendgestein belegt (also in einem Aquarium mit 100 Liter Fassungsvermögen etwa 5 bis 15 kg Lebendgestein). Es übernimmt hier die Rolle eines biologischen Filters. Die im Lebendgestein lebenden Bakterien sind in der Lage, Ammonium, Nitrit und Nitrat abzubauen. Diese Filterfunktion des Lebendgesteins spielt besonders in der Einfahrphase eines Aquariums eine maßgebliche Rolle, da in dieser speziell die Ammonium- und Nitritwerte besonders hoch sind. Die Bakterien, welchen der Stein als Lebensraum dient, sorgen für eine gelungene Einlaufphase und gute Wasserwerte, indem sie diese schädlichen Substanzen zersetzen. Zudem bringt das Gestein Leben in den noch unbelebten Bodengrund, da sich Kleinstlebewesen vom Stein in den Sand umsiedeln.
Außerdem gelangen durch Lebendgestein Pflanzen und Wirbellose in das Aquarium. Darunter sind auch Fälle bekannt, in denen Korallen aus den Steinen wuchsen, die unter Artenschutz stehen und unter normalen Umständen nicht mehr importiert werden dürfen. Lebendgestein wird darum auch als Wundertüte für Riffaquarien bezeichnet.
Kleine Krebstiere wie Flohkrebse, die sich im Aquarium vermehren, dienen außerdem als Nahrungsgrundlage für Fische, die ansonsten schwieriger zu ernähren sind, und als willkommene Nahrungsergänzung für alle anderen Aquarieninsassen.
Hinzu kommt, dass Lebendgestein natürlicher aussieht als tote Korallen oder rohes Kalkgestein, was unter anderem auf die größere Vielfalt des Oberflächenbewuchses zurückzuführen ist.

Glasrose auf Lebendgestein

Unter den eingeschleppten Lebewesen befinden sich häufig auch ungebetene Gäste, wie z. B. Fangschreckenkrebse, korallenfressende Schnecken und Krabben, Glasrosen und Borstenwürmer, die den langen Transport in den zahlreichen noch mit Wasser gefüllten Hohlräumen überstehen.

## Kritik
In Europa wird Lebendgestein häufig als Nebenprodukt von Baumaßnahmen in der Nähe von Korallenriffen angeboten – überprüfbar sind solche Verkaufsaussagen kaum. Die Menge der bei wirklich umweltverträglichen Baumaßnahmen international anfallenden Gesteinsbrocken beträgt nur einen sehr geringen Teil der allein im deutschen Handel so deklarierten Menge. Neben dem Artenschutzaspekt bei verborgenen, eigentlich illegalem Import geschützter Arten spielt der Umweltschutz (Raubbau an Korallenriffen) und Verbraucherschutz mit irreführenden Verkaufsaussagen eine Rolle in der Kritik am wachsenden Umsatz mit Lebendgestein.